# أليكس مارتن
أليكس مارتن (بالإنجليزية: Alex Martin)‏ هو سائق سباق بريطاني، ولد في 21 أبريل 1987 في سالزبوري في المملكة المتحدة.

## وصلات خارجية
- أليكس مارتن على موقع DriverDB.com (الإنجليزية)